# Jean-Baptiste Lamouroux de La Roque-Cusson
Jean Baptiste de Lamouroux de la Roque-Cusson, ou Jean Baptiste Laroque de Cusson, écuyer, né le 11 août 1736 à Monpazier (Dordogne), mort le 15 septembre 1819 à Bourbon-Lancy (Saône-et-Loire), est un général de brigade de la Révolution française.

## Carrière
Jean-Baptiste est issu d'une famille anciennement implantée à Monpazier en Périgord et anoblie en septembre 1650. Elle porte pour armes : d’or au lion de gueules, tenant dans sa patte gauche une épée d’argent accompagné de 3 grenades de sable allumées de gueules, deux en chef et une en pointe. 
Ses ancêtres ont donné plusieurs générations de militaires distingués.
Il entre en service le 15 septembre 1747 est devient un des gardes du corps du roi. Il passe capitaine le 15 septembre 1755, au régiment du Dauphin infanterie.
Entre 1757 et 1762, il participe à la guerre de Sept Ans, il s'illustre à la bataille de Villinghausen (Hesse) le 16 juillet 1761, où il est blessé et fait prisonnier. Il passe capitaine commandant le 17 juin 1770. Le 20 septembre 1783, il épouse Élisabeth-Henriette Lavaivre de Rigny.
Le 5 juin 1786, il reçoit un brevet de Major, et il est nommé lieutenant-colonel le 6 novembre 1791. Il est promu colonel le 22 septembre 1792, au 29e régiment d’infanterie, et le 6 novembre 1792, il participe à la bataille de Jemappes. Mi-novembre 1792, alors qu'il combat en Allemagne, il est absurdement déclaré émigré, et pour lui commencent les contrariétés administratives.
Il est promu général de brigade le 15 mai 1793, mais la cataracte coupe court à sa carrière. Le 12 septembre 1793, il est mis en retraite et pensionné à hauteur de 300 livres.
Le 25 mai 1798, il est définitivement rayé de la liste des émigrés.

## Décoration
- Chevalier de l'ordre de Saint-Louis

## Source
- Paul Montarlot : Les émigrés de Saône et Loire, première partie (suite). Mémoires de la Société Éduenne, tome 44. Imprimerie L. Taverne et Ch. Chandioux, Autun 1923, page 362, 363, 364.
- (en) « Generals Who Served in the French Army during the Period 1789 - 1814: Eberle to Exelmans »
- (pl) « Napoléon.org.pl »

1. ↑  « https://francearchives.fr/fr/file/ad46ac22be9df6a4d1dae40326de46d8a5cbd19d/FRSHD_PUB_00000355.pdf »